# Cantó de Caen-4
El cantó de Caen-4 és un cantó francès del departament de Calvados, situat al districte de Caen. Té 2 municipis i el cap es Caen.

## Municipis
- Caen (part)
- Épron

## Història
| Data d'elecció                           | Identitat           | Partit | Qualitat |
| ---------------------------------------- | ------------------- | ------ | -------- |
| 1973-1979                                | Jacques Bayon       | PCF    |          |
| 1985-1998                                | Brigitte Le Brethon | RPR    |          |
| 1998-                                    | Antoine Casini      | PS     |          |
| les dades anteriors no són pas conegudes |                     |        |          |
|                                          |                     |        |          |